# Zsupánfalva

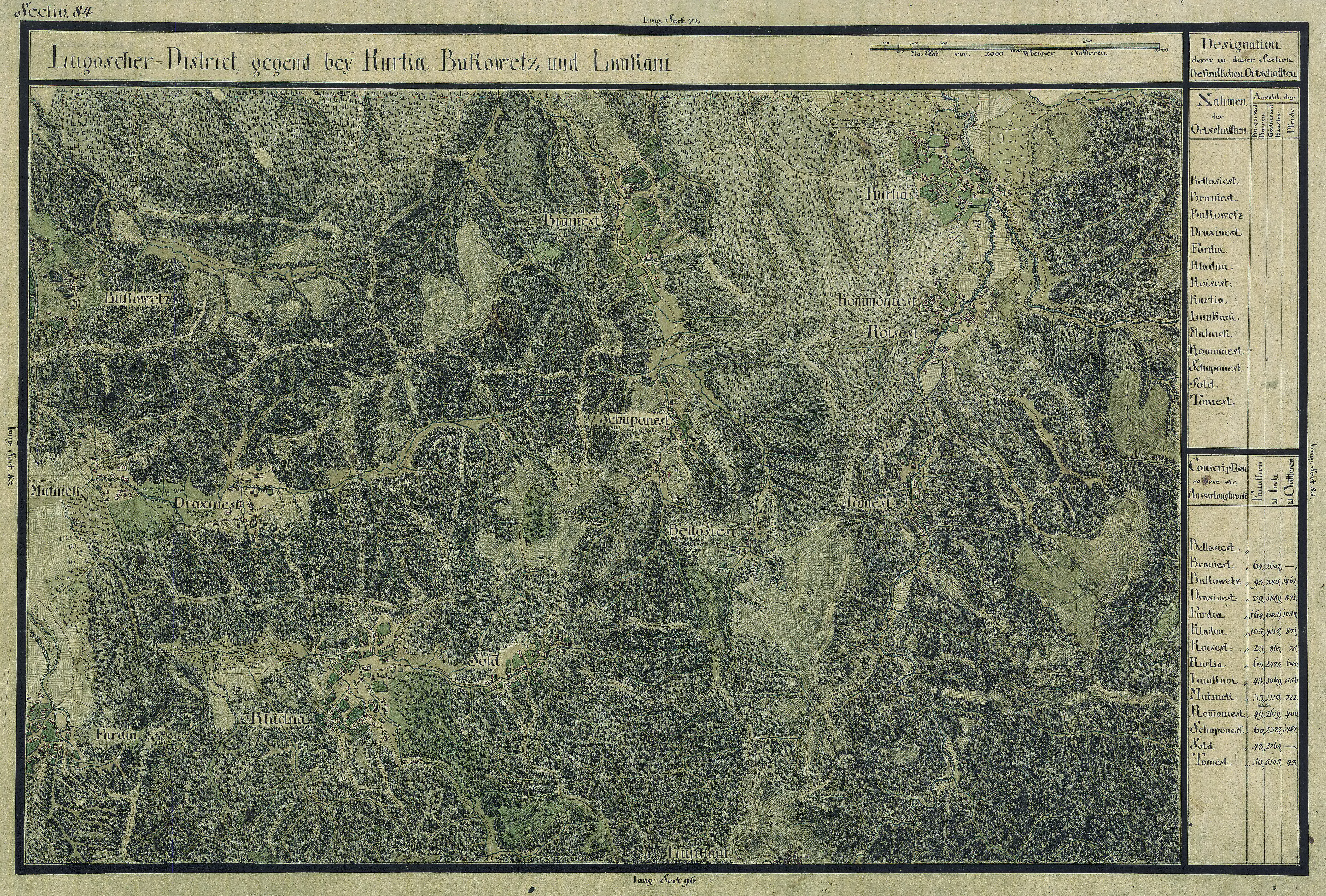
Zsupánfalva egy régi, 1700-as évekből való térképen

Zsupánfalva, románul: Jupânești, település Romániában, a Bánságban, Temes megyében.

## Fekvése
Facsádtól délkeletre, Avasfalva, Zold  és Balosest közt fekvő település.

## Története
Zsupánfalva a középkorban Krassó vármegyéhez tartozott.
Nevét 1514–1516 között említette először oklevél Swpanesth néven. 1548-ban Supanesth, 1717-ben Subuneste, 1808-ban Zsupunyesty, Xupanesti, Supunesti, 1888-ban Zsuppunyest, 1913-ban Zsupánfalva néven írták.
A trianoni békeszerződés előtt Krassó-Szörény vármegye Facsádi járásához tartozott.
1910-ben 339 lakosából 338 román és 339 görögkeleti ortodox volt.

## Nevezetességek
- A temetőben található 18. századi fatemploma, amely a romániai műemlékek jegyzékén TM-II-m-B-06244 sorszámon szerepel.[1]

## Galéria

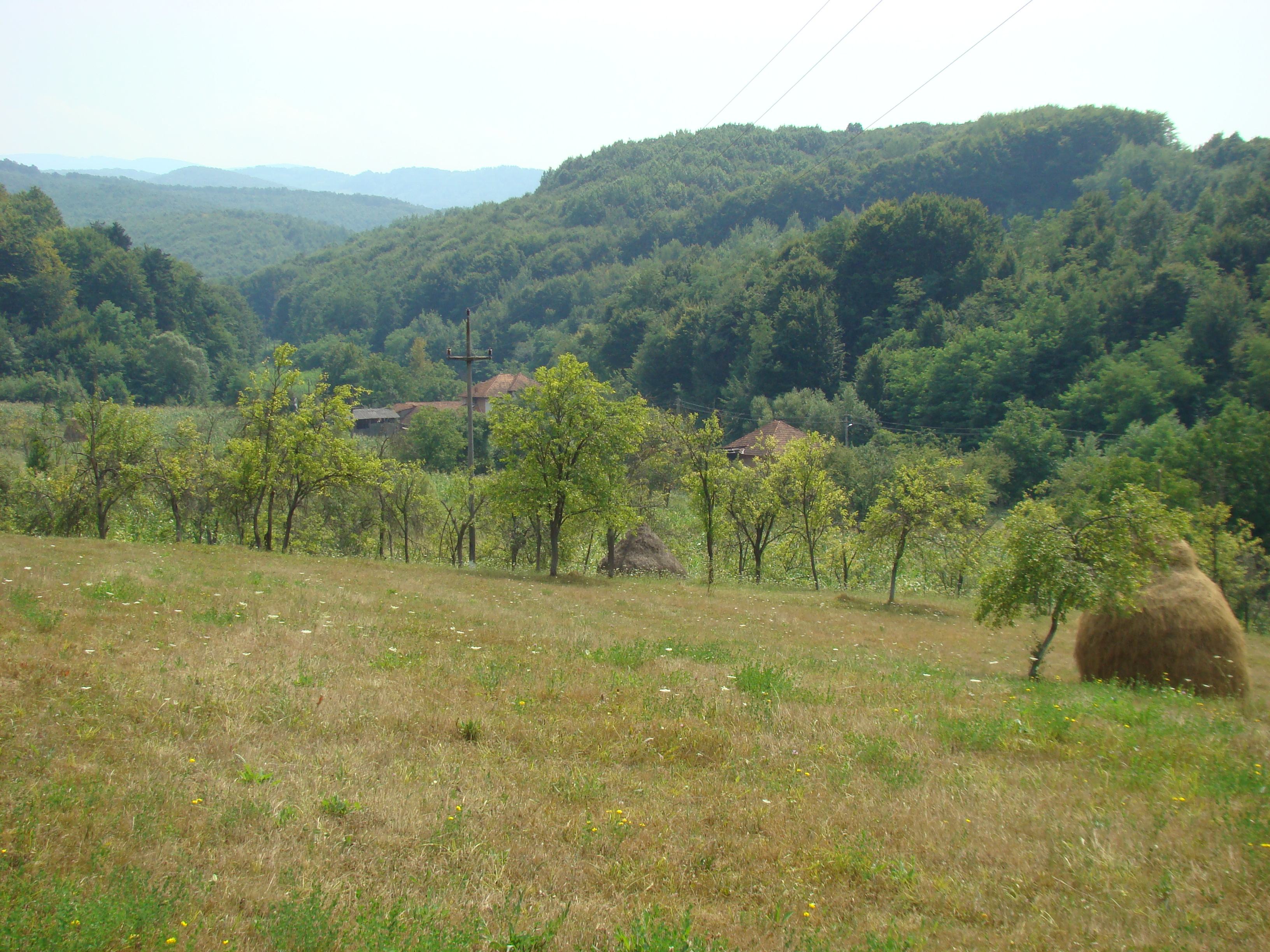
Zsupánfalva környékének látképe
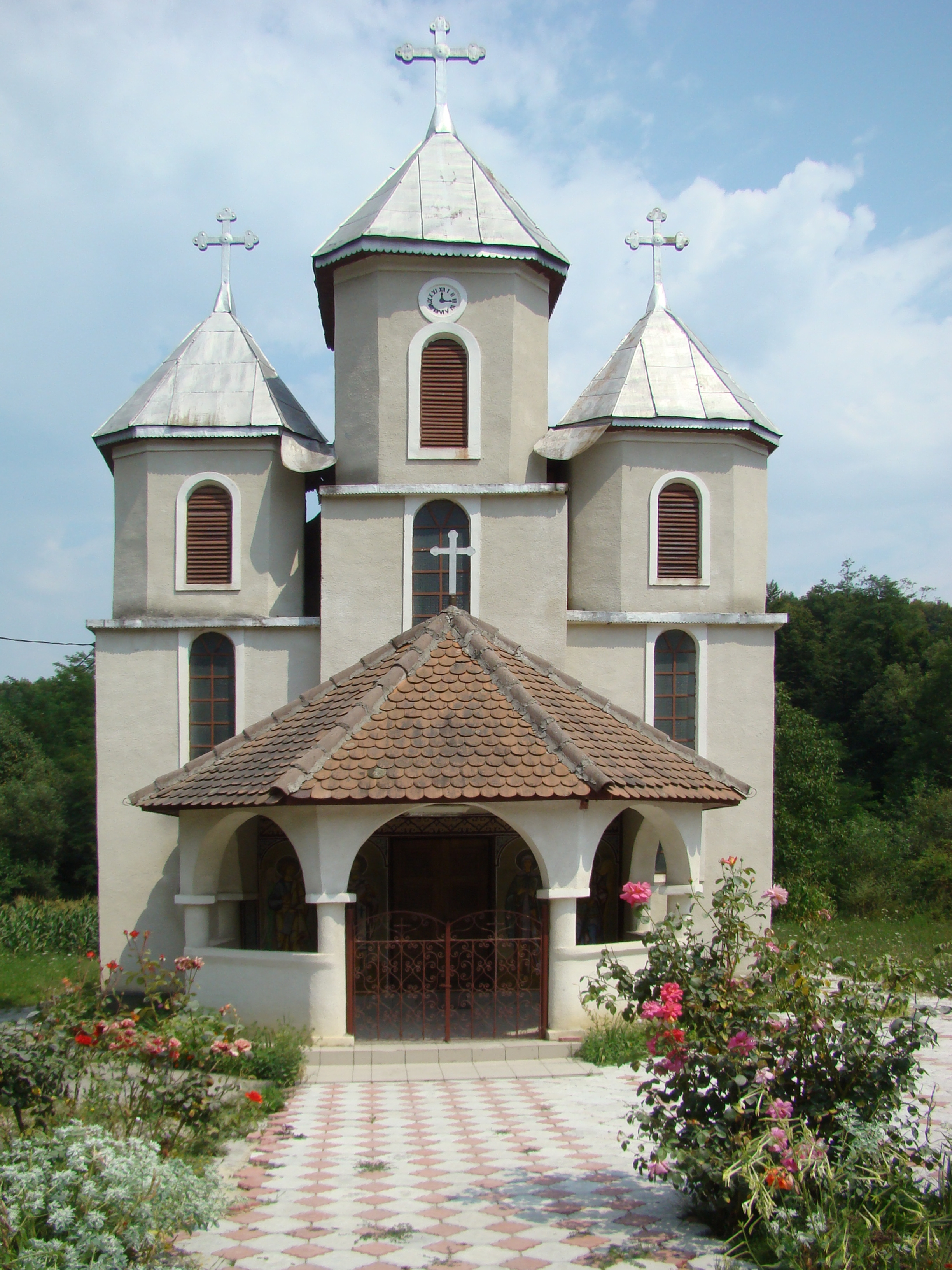
Az új görögkeleti templom
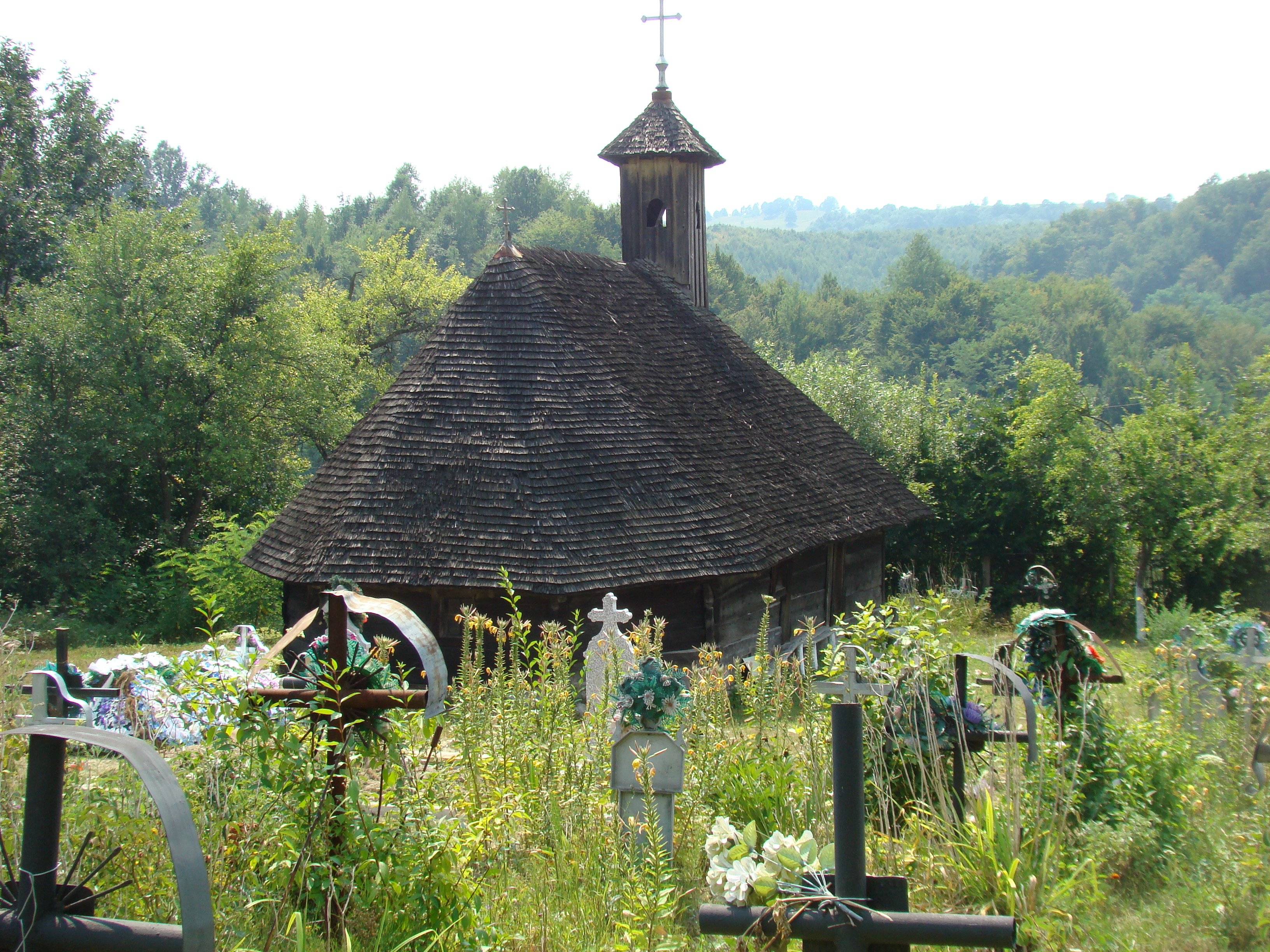
A régi fatemplom a temetőben
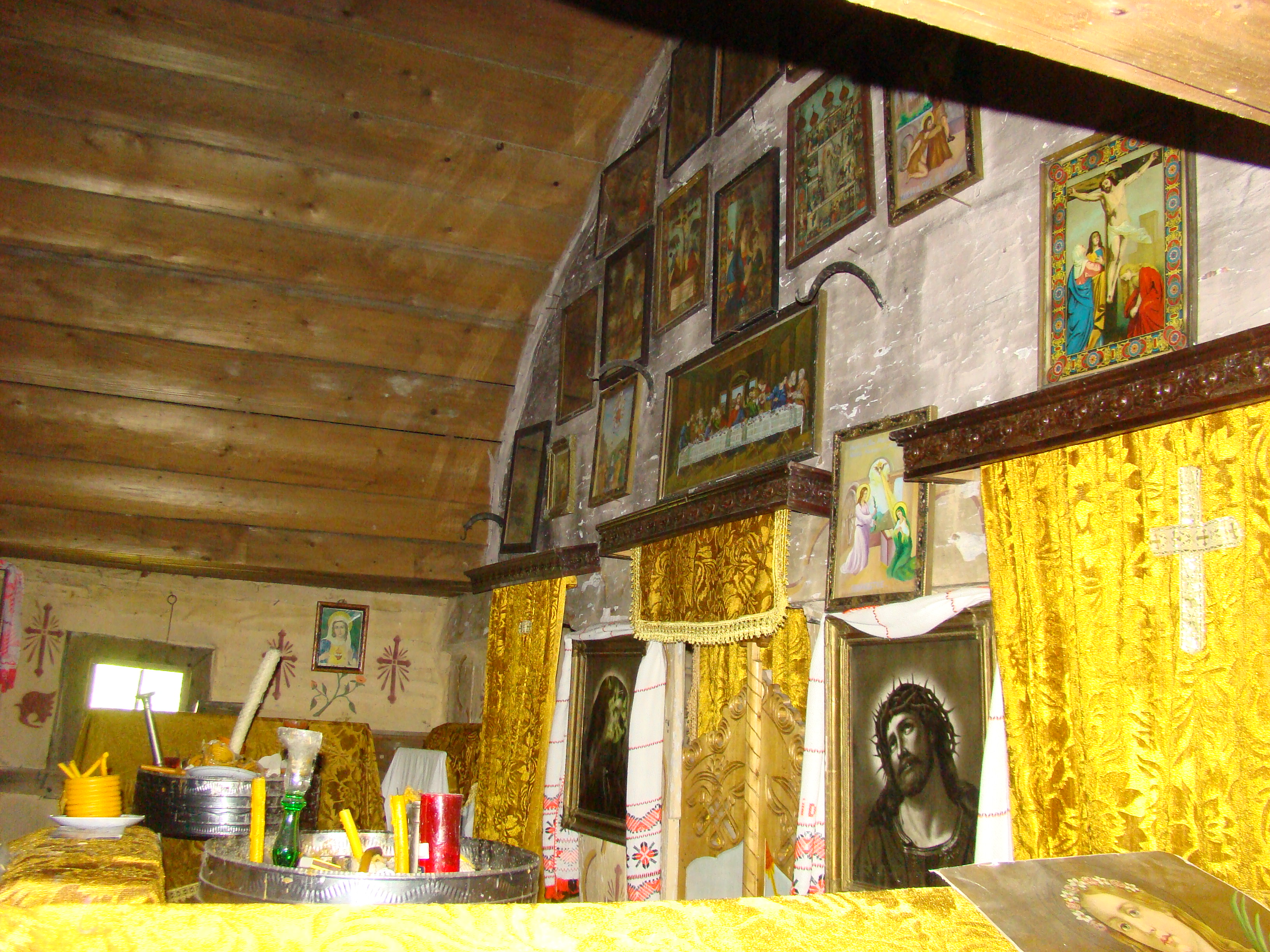
A régi templom belseje